# Стефан Митров Любиша
Стефан Митров Любиша е черногорски книжовник от Будва. Родителите му Димитър и Катя Бърдареви са родом от Пащровиче.
Остава отрано сирак. Записва се в италианско училище, където научава италиански език, както и латински език.
По-късно работи като административен секретар на Будвенската община, където разучава средновековния статут на Будин. Неговата книжовна дейност и старание по усвояването на знания не остават незабелязани от черногорския владика и владетел Петър II Петрович Негош, който го привлича за народен и правен просветник.
Прави проучване върху живота и дейността на Шчепан Мали в Черна гора.
|  | Тази страница частично или изцяло представлява превод на страницата „Стјепан Митров Љубиша“ в Уикипедия на сръбски. Оригиналният текст, както и този превод, са защитени от Лиценза „Криейтив Комънс – Признание – Споделяне на споделеното“, а за съдържание, създадено преди юни 2009 година – от Лиценза за свободна документация на ГНУ. Прегледайте историята на редакциите на оригиналната страница, както и на преводната страница, за да видите списъка на съавторите. ВАЖНО: Този шаблон се отнася единствено до авторските права върху съдържанието на статията. Добавянето му не отменя изискването да се посочват конкретни източници на твърденията, които да бъдат благонадеждни. |